# Abdurakhman Avtorkhanov
Abdurakhman Genazovich (Ganazovich) Avtorkhanov (en checheno: Абдурахма́н Гена́зович (Гана́зович) Авторха́нов, 23 de octubre de 1908, Lakha Nevri, Chechenia - 24 de abril de 1997, Múnich, Alemania) fue un aclamado historiador checheno que trabajó principalmente en los campos de la historia soviética y la Historia del Partido Comunista de la Unión Soviética (PCUS). 

## Biografía y obras
La fecha de nacimiento de Avtorkhanov es desconocida. Según sus memorias, nació entre 1908 y 1910 en el pequeño pueblo checheno de Lakha-Nevri, que fue destruido por las tropas soviéticas durante la deportación de la población chechena e ingush en 1943. Le dieron el apellido de Avtorkhanov en 1923 cuando fue registrado en un orfanato. 
El joven Avtorkhanov se unió con entusiasmo al Partido Comunista en 1927 y se desempeñó como funcionario de alto rango del partido. Se graduó en el elitista Instituto de Profesores Rojos de Moscú con especialización en historia rusa en 1937, tiempo durante el cual escribió seis libros sobre la historia del Cáucaso. Fue arrestado y acusado falsamente en 1937 durante la Gran Purga, pero liberado en 1942. El NKVD le asignó infiltrarse en el movimiento checheno antisoviético en el que su amigo de escuela Khasan Israilov era líder, pero Avtorkhanov cruzó la línea del frente alemán, fue arrestado por la Gestapo, liberado y vivió hasta el final de la guerra en Berlín. Durante la guerra, publicó en muchos periódicos de la Alemania nazi. Después de la guerra, se convirtió en cofundador de Radio Free Europe / Radio Liberty en 1951. 
Fue autor de numerosos libros y artículos sobre la historia y temas centrales del comunismo. Su libro Staline au pouvoir (El reino de Stalin), publicado en francés en 1951, describió el reino del terror de José Stalin. Su libro Stalin y el Partido Comunista Soviético es considerado como una fuente primaria para el trasfondo político del ascenso de Stalin al poder. Fue uno de los primeros autores en afirmar, en su libro de 1976 sobre la muerte de Stalin, que Stalin había sido asesinado por el jefe de NKVD Lavrentiy Beria. Pyotr Grigorenko hizo y distribuyó copias del libro en la Unión Soviética fotografiando y escribiendo a máquina. : 596 
En sus libros, enfatizó el papel principal de los servicios de seguridad soviéticos para mantener vivo al régimen: 

No es cierto que el Buró Político del Comité Central del Partido Comunista sea una superpotencia (...) Una potencia absoluta piensa, actúa y dicta para todos nosotros. El nombre del poder - NKVD - MVD - MGB. El régimen de Stalin no se basa en los soviéticos, los  ideales del partido, el poder del Buró político o el culto a la personalidad de Stalin, sino a la organización y la técnica de la policía política soviética donde Stalin desempeña el papel del primer policía.

Decir que el NKVD es una policía secreta estatal significa no decir nada al respecto. El Servicio de Inteligencia también es una policía secreta, pero a los ojos de los británicos su existencia es tan natural como el Ministerio de Salud. Decir que el NKVD es un cuerpo de inquisición masiva también significa no decir nada al respecto, porque la Gestapo también fue una inquisición masiva, aunque su jefe Himmler, no habría encajado en un sargento del Servicio de Seguridad del Estado. Decir que el NKVD es «un estado en el estado» significa menospreciar su importancia, porque esto permite dos fuerzas: un gobierno normal y un  estado de NKVD anormal, mientras que la fuerza universal real es solo Chekism. Un chekismo estatal, un chekismo del partido, un chekismo colectivo, un chekismo individual; El chekismo en la ideología, el chekismo en la práctica. Este es el chekismo de arriba a abajo, el chekismo del todopoderoso Stalin a un miserable.

Uno de sus libros llamado "Asesinato de la nación chechena - ingusetia " (en ruso: "Убийство чечено-ингушского народа") sigue siendo muy popular entre los chechenos e ingusetios en la actualidad. Pocos meses antes de la disolución de la Unión Soviética en 1991, recibió la ciudadanía honoraria de la ASSR Chechenia-Ingush. En el momento de la Primera Guerra Chechena mantuvo correspondencia con el presidente checheno Dzhokhar Dudayev. También instó a las negociaciones de paz al presidente ruso, Boris Yeltsin. Murió poco después del final de la guerra, en 1997.

## Libros
- On Fundamental Issues of the History of Chechnya: On the Occasion of the Tenth Anniversary of Soviet Chechnya (en russian). Grozny. 1930.
- Alexandre Ouralov (pseud.) (1951). Staline au pouvoir (en francés). Paris: Les Iles D'Or.
- Alexander Uralov (pseud.) (1953). The Reign of Stalin. London: Bodley Head.
- The Technology of Power (en russian). München: ЦОПЭ. 1959.
- Stalin and the Soviet Communist Party: A Study in the Technology of Power. New York: Praeger. 1959.
- Stalin and the Soviet Communist Party: A Study in the Technology of Power (3 edición). Frankfurt/Main: Possev-Verlag. 1983.
- The Communist Party Apparatus. Chicago: H. Regnery. 1966.
- The Mystery of Stalin's Death: Beria's Plot (en russian) (5 edición). Frankfurt/Main: Possev-Verlag. 1986.
- The Power and Powerlessness of Brezhnev (en russian) (2 edición). Frankfurt/Main: Possev-Verlag. 1980.
- Memoirs (en russian). Frankfurt/Main: Possev-Verlag. 1983.
- From Andropov to Gorbachev: Deeds and Days of the Kremlin (en russian). Paris: YMCA-PRESS. 1986. ISBN 2-85065-088-9.
- Lenin in the Destinies of Russia: Historian's Reflections (en russian). Garmisch-Partenkirchen: Prometheus-Verlag. 1990.
- The North Caucasus Barrier: The Russian Advance Towards the Muslim World. New York: St Martin. 1992.